# Poa sandvicensis
Poa sandvicensis là một loài cỏ trong họ hòa thảo, thuộc chi poa.